# Johan III Sobieski
Johan III Sobieski (polska Jan III Sobieski), född 17 augusti 1629 i Olesko utanför Lwów, död 17 juni 1696 i Wilanów utanför Warszawa, valdes 1674 till kung av Polen och storfurste av Litauen. 

## Biografi
Han var son till kastellanen av Krakow Jakób Sobieski (1590–1646), som bland annat fungerade som diplomat i förhandlingar med svenskarna 1618 respektive 1635. På sin mors sida hade han påbrå från familjen Żółkiewski. Han gifte sig 1665 med den franska markisdottern Maria Kazimiera d'Arquien (Marie Casimire Louise de la Grange d'Arquien) som då var hovdam vid det polska hovet. Tillsammans fick de bland annat sonen Jakob Sobieski - som 1704 av Karl XII understöddes som polsk kungakandidat gentemot August II "den starke", men fängslades av den senare. 
Jan Sobieski var Polens siste konung som förde omfattande krig, och han hade många framgångar i striderna mot turkarna. Han påbörjade sin militära bana vid 20 års ålder efter en gedigen utbildning vid Krakóws universitet och en treårig vistelse i Tyskland, Holland, England och Frankrike (han lärde sig att tala tyska, latin, franska, italienska samt senare även turkiska och tatariska). Sobieski steg i de militära graderna: 1651 blev han överste 22 år gammal, 1656 Kunglig Standarbärare, 1666 Fält-hetman (general) och slutligen 1668 Kronans Stor-hetman (överbefälhavare) endast 39 år gammal. Under den svenska invasionen av Polen 1655–1660 slogs han först på svensk sida, men anslöt sig sedermera till de polska rojalisterna. Kriget mot turkarna 1667–1668 gick bra, men när striderna mot osmanerna ånyo utbrutit 1672 förlorade han till att börja med Podolien. Den 11 november 1673 vann han i slaget vid Chotin (Hotin) en seger över turkarna och 1674 valdes han på grund av sina militära framgångar mot turkar och tatarer till kung av det Polsk-litauiska samväldet men sköt upp sin kröning till 1676 på grund av de pågående striderna. Han kallades för "Lejonet från Lechistan" (Polen) av osmanerna och "Trons Försvarare" av de kristna.
År 1683 ingrep han i slaget vid Wien (slaget vid Kahlenberg) och var ansvarig för hävandet av den osmanska belägringen och det efterföljande utdrivandet av osmanerna ur Österrike och Ungern. För sina krigarbragder fick han bland annat stjärnbilden Sobieskis Sköld (Latin: Scutum Sobiescii) uppkallad efter sig.

Johan III Sobieski i slaget vid Wien

Inrikespolitiskt kom Johan Sobieskis anseende, trots hans insats som Wiens befriare och "kristenhetens räddare", att allt mer försvagas, inte minst till följd av strider med det kejserliga partiet där bland annat furst Michał Korybut Wiśniowiecki intog en framträdande roll. Vid riksdagen 1685 led Sobieski nederlag på alla punkter av betydelse och Liberum Veto användes för att upplösa riksdagen. Hans önskan att få sin son Jakob erkänd som efterträdare, möttes av våldsam opposition och till och med av planer på att störta kungen. 
Utrikespolitiskt fortsatte Sobieski kampen mot turkarna. Under 1690-talet ödslade han tid och resurser på resultatlösa och mödosamma kampanjer mot tartarer och osmaner vid Svarta havskusten, i dagens Moldavien. Detta avlastade och gynnade det habsburgska Österrike vars ställning i regionen stärktes i samma takt som Polens och Turkiets inflytande försvagades. I övrigt strävade Sobieski efter ett närmande till Sverige för att ömsesidigt stärka de båda staterna mot det växande ryska hotet, samt att åter inlemma den forna polska vasallstaten Preussen med Polen. Hans efterträdare, den sachsiske August den starke, kullkastade dessa planer och drog istället in Polen i krig mot Karl XII:s Sverige på Rysslands sida och tillät och erkände Preussens förvandling från hertigdöme till kungadöme. Efter Sobieskis död påskyndades Polens försvagning och Polen förpassades till en randstat med allt mindre politisk och militär betydelse.